# Саура (индуизм)
Саура (санскр. सौर, IAST: saura) или саурья (санскр. सौर्य, IAST: saurya) — течение в индуизме, представители которого почитают Солнце-Сурью как верховное божество. Культ Сурьи упоминается в «Махабхарате» и «Рамаяне». В современном индуизме саура представляет собой крайне малочисленное течение — фактически они являются направлением в традиционном шраута-индуизме.